# South Twillingate Island
South Twillingate Island is een eiland van zo'n 31 km² dat deel uitmaakt van de Canadese provincie Newfoundland en Labrador. Het is het grootste van de Twillingate-eilanden, een archipel in het uiterste oosten van Notre Dame Bay voor de noordkust van Newfoundland. Een groot deel van de gemeente Twillingate is op het eiland gelegen.

## Geografie
South Twillingate Island is een van de grote eilanden in Notre Dame Bay voor de noordkust van Newfoundland. In het noordwesten wordt het door minder dan 100 meter aan water gescheiden van het kleinere North Twillingate Island. Op het smalste punt – dat tevens het dorpscentrum van Twillingate is – is langs weerszijden een dijk aangelegd. Beide worden ze door de 30 meter lange Tickle Bridge (een deel van Route 340) met elkaar verbonden. In het uiterste zuiden maakt Route 340 via de Walter B. Elliott Causeway eveneens de verbinding met het grote New World Island, dat op dat punt slechts 650 meter verder naar het oosten toe ligt.

### Plaatsen
Ongeveer 80% van het eiland maakt deel uit van het grondgebied van Twillingate, een gemeente die ook het zuidelijke deel van North Twillingate Island omvat. De dorpen Durrell (in het noorden) en Bayview (in het westen) maken ook deel uit van die gemeente. 
Het zuidoosten en zuiden van het eiland bestaat uit gemeentevrij gebied. Daar liggen de plaatsen Little Harbour, Purcell's Harbour en Black Duck Cove-Kettle Cove. Ook het westelijke Ragged Point is gemeentevrij. 

## Zie ook

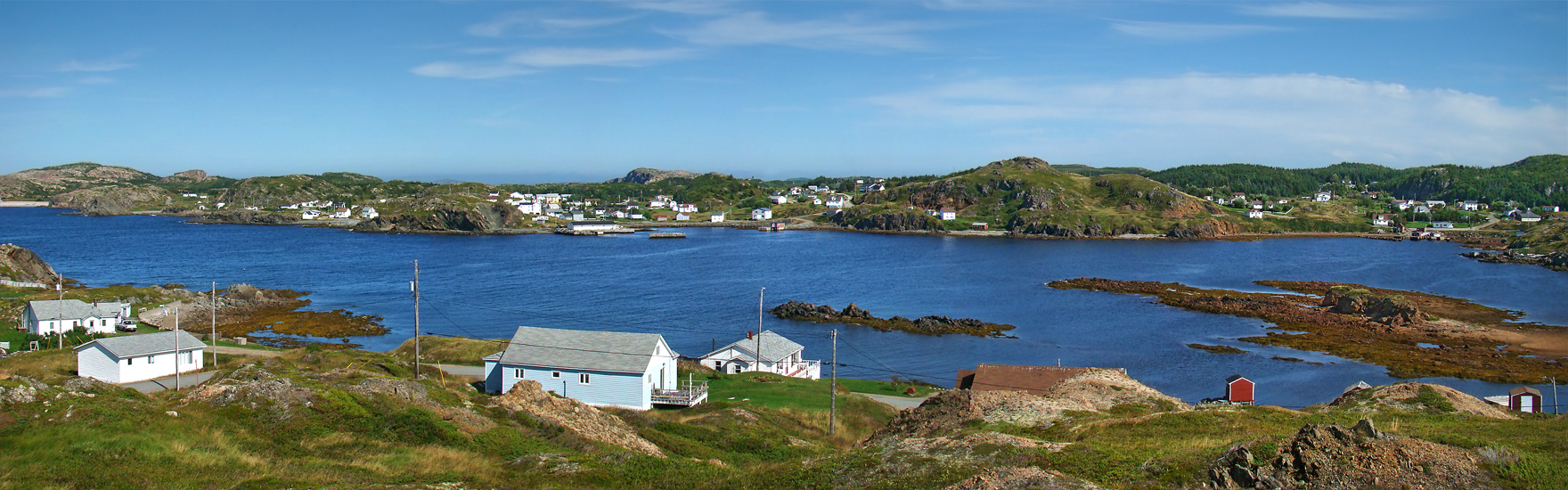
Panoramisch zicht op het plaatsje Durrell aan de noordkust van het eiland